# Heliotropium flaviflorum
Heliotropium flaviflorum är en strävbladig växtart som beskrevs av W. V. Fitzg. Heliotropium flaviflorum ingår i Heliotropsläktet som ingår i familjen strävbladiga växter. Inga underarter finns listade i Catalogue of Life.